# 제1차 아편 전쟁
제1차 아편 전쟁(중국어 간체자: 第一次鸦片战争, 정체자: 第一次阿片戰爭, 영어: First Opium War) 또는 제1차 영청전쟁(第一次英淸戰爭, 영어: First Anglo-Chinese War)은 1839년 9월 4일부터 1842년 8월 29일까지 청나라의 아편 단속을 빌미로 한 영국의 침략전쟁이다. 항각 상인이 클리퍼를 타고 광둥 연안에서 무장한 채, 아편을 공개적으로 판매함으로 인하여 발발한 전쟁이다. 전쟁의 직접적인 도화선은 1839년 청나라 흠차대신 임칙서가 도광제(재위 1820~50년)의 교지를 받들어, 광둥 동관에서 아편을 몰수한 것에서 비롯한다.

## 배경

### 청나라의 폐쇄적 무역
청나라 초, 정성공 등 청나라에 저항하는 세력을 약화시키기 위해서, 다시 쇄국정책(海禁, 하이진)을 실시하였다. 마침내, 1683년 7월, 정성공의 손자 정극상이 투항하고 청나라는 타이완섬을 평정하였다. 1684년, 청나라 조정은 정식으로 바다를 열어, 백성들에게 대외무역을 허락하였다. 또한, 월동(粵東)의 오문(澳門)(일설에는 광저우), 복건(福建)의 장주부(漳州府), 절강(浙江)의 영파부(寧波府), 강남(江南)의 운대산(雲台山)에 각각 월해관(粵海關), 민해관(閩海關), 절해관(浙海關), 강해관(江海關)을 설립하고 대외무역을 관리하고 관세를 징수하는 기관으로 삼았다. 강절민월 4대 해관은 각자 소재지 성(省)에 소속된 해관 항구를 다스렸으니, 통상적으로 10여개에서 수십개의 해관 항구를 직할로 두었다.

### 대외 긴장 고조
1832년 2월 26일, 영국 동인도 회사가, 광주(廣州)에 와 있던 영국인 간첩 휴 해밀턴 린지에 염탐을 시켰다. 그는 로드 애머스트(Lord Amherst)호의 선주를 사칭하고, 카를 귀츨라프와 함께 광동 이북에서의 무역 확장을 타진하기 위해서라는 구실로, 남오(南澳), 하문(廈門), 복주(福州), 영파(寧波), 상해(上海), 위해(威海) 등 항구를 돌아다니며 지형을 측량 및 제도하고, 정치·경제·군사 정보를 수집하여 영국의 외무대신 헨리 존 템플에게 건네주었다.

### 아편 무역
건륭제 말기부터 관리들의 부정축재와 부정부패로 쇠퇴하기 시작한 청나라는 1780년대부터 영국 동인도 회사와 무역을 하게 된다. 영국 동인도 회사는 광둥 무역에서 절대적 우위를 차지하여 중국으로부터 차, 도자기, 목면 등을 수입하고 영국의 모직물, 면직물 등을 수출했다. 당시의 영국에서는 차를 마시는 풍습이 상류계급 간에 퍼져, 차, 도자기, 비단을 대량으로 청나라로부터 수입하고 있었다. 한편, 영국에서 청나라로 수출되는 것은 시계, 망원경과 같은 부유층을 대상으로 한 물품은 있었으나, 대량으로 수출가능한 제품이 존재하지 않았으므로, 영국의 대폭적인 수입초과였다. 영국은 미국 독립 전쟁의 전비 조달과 산업혁명에 의한 자본축적으로 인해, 은(銀)의 국외유출을 억제하는 정책을 취했다. 그런데, 청나라 조정에서는 공행(서양 물품을 취급하는 양행 상인들의 조직) 관세를 자의적으로 부과하였고 외국상인의 무역을 제한했다. 광동 체제를 타파하고 무역을 확대하기 위한 교섭에 실패한 영국 상인들이 이때 생각해낸 무역 적자 해소 방법이 아편 무역이었다.
은의 유출을 막기 위해 영국은 식민지 인도에서 재배한 아편을 청나라에 밀수출하여 무역 적자를 상쇄하고, 삼각무역을 정립하게 되었다. 영국 상인들은 육체 노동으로 지친 중국의 하층민들을 대상으로 아편장사를 했고, 아편은 19세기 중국의 히트상품이 되었다. 청나라에서는 이미 1796년 (가경제 원년)에 아편의 수입을 금지하고 있었다. 금지령은 19세기에 들어서서도 여러번 발령되었으나, 아편 밀수입은 그치지 않고, 또한 국내산 아편 단속도 효과가 없었으며, 청나라에서 아편 흡입의 악폐가 널리 펴져, 건강을 해치는 자가 많아지고, 풍기도 퇴폐스러워졌다. 모든 계층에 퍼져 나간 아편 흡입 풍조로 청나라에서는 부패와 전투 능력 상실, 국가 기강 해이, 농촌 경제 파탄, 재정 타격 같은 폐단이 날이 갈수록 커져만 갔다.
아편이 중국에 정식으로 수입되기 전에, 주로 밀수에 의한 것이었으므로 분명한 통계를 밝히기는 어렵다. 그러나 대략 1800년경에는 4,570상자, 1817년부터 12,375상자, 1826년 19,386상자, 1830년대는 매년 33,906상자, 1837년 44,637상자, 1839년 50,350상자로 늘어났다.:241 또한 아편의 수입대금을 은으로 결재하였으므로 이 동안 중국에 수입된 아편으로 유출된 은의 양은 대략 6억 냥 정도로 추정한다.:241 아편의 수입량 증가로 인하여 무역수지는 역전되고, 청나라의 은 보유고가 격감하여 은과 동전의 교환 비율이 1:800에서 1:1,500~2,100에 이를 정도로 은값의 급등을 불러일으켰다. 이 같은 은의 유출은 지정은제를 위협했다. 결국 민생을 도탄에 빠뜨리는 결과를 가져올 것이었다.:241

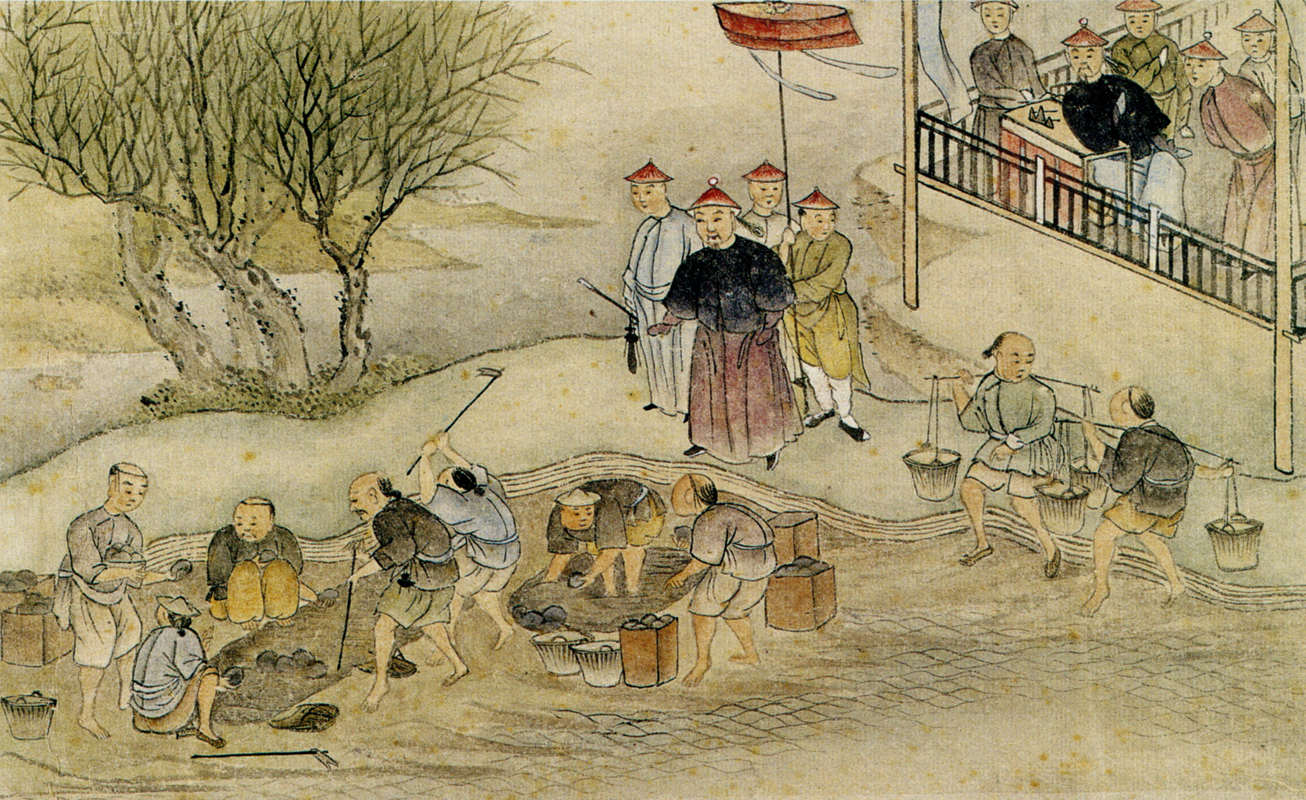
임칙서의 아편 폐기.

아편 수입량이 급증하면서 중국의 백은(白銀) 유출량이 유입량에 비해 많아지는 심각한 사태가 발생하자, 1833년 광동안찰사(廣東按察使) 허내제(許乃濟) 등은 아편 이금(弛禁) 정책의 실행을 주장하였다. 1839년 3월 이에 청나라의 황제 도광제(재위: 1820년 ~ 1850년)는 '아편엄금론'을 주장한 임칙서를 광둥성으로 보내게 된다. 흠차(欽差) 대신 임칙서는 외국인 상관(상점)을 봉쇄하는 등 압박을 가했다.
1839년 6월 3일 임칙서는 23일에 걸쳐 영국 무역 감독관이 거두어 보낸 외국 상인들의 아편 20,000 상자를 모두 녹여버리는 등 철저히 아편 단속을 했고, 마약상들은 당시 자그마한 섬이었던 홍콩으로 철수해야 했다.
그러자, 영국 산업 자본가들은 '청나라가 무역의 자유를 침해하고 사유재산을 몰수했다.'고 비난하며 영국정부와 의회에 압력을 가했다. 이에 영국정부는 1839년 10월 원정군 파견을 결정하였는데, 이로써 '제1차 아편전쟁'이 시작되었다.

## 전개

### 주룽 사건
1839년 음력 4월 청군이 아편상자를 압수한 이후 영국 정부에서 원정군을 파견할 무렵인 6월 말 청나라의 주룽(九龍)에서 술에 취한 영국인 수부들과 청나라인이 충돌해 청나라인 1명이 사망한 사건이 벌어졌다. 그런데, 청나라인 1명이 사망했는데 영국 측이 범인 인도를 거부하자, 임칙서가 마카오를 봉쇄해버린 《주룽 사건》(Kowloon incident)이 발생했다. 이를 계기로 양국 간 무장충돌은 전쟁으로 이어졌다.

### 전개

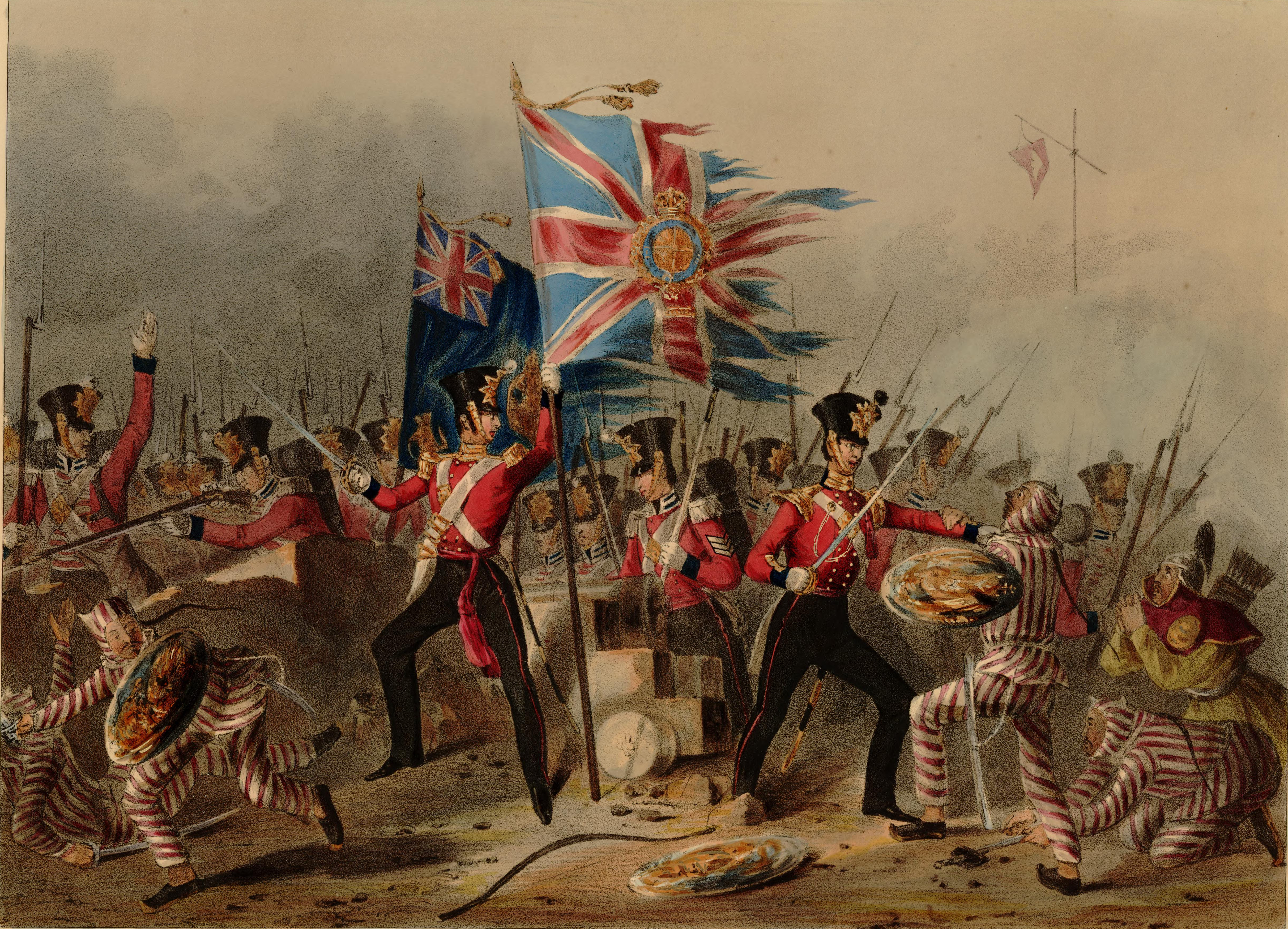
샤먼 전투(Battle of Xiamen)에서 청군을 물리치고 샤먼을 점령하는 영국 육군 제18보병연대

1839년 11월 3일 파견한 원정군이 마카오에 도착하면서 무장충돌이 시작되었다. 임칙서의 무역 거부 응답을 구실로 영국은 전쟁을 시작하고, 청국 함대를 궤멸시켰다. 1840년 6월에 본격화되었다.
1840년 11월 청군은 영국군에 대패하였고, 영국군은 다구 지역까지 북상하여 직예 지역 총독 기선과 협상하였고, 다시 남하해 촨비 지역에서 조약 체결을 강요하며 홍콩을 강점했다. 궁지에 몰린 청나라 조정에서는 임칙서를 면직시키고 협상을 기선에게 맡겼지만, 홍콩 할양을 받아 들일 수는 없었다. 조약 비준을 준수하지도 않고, 영국군이 홍콩을 '영국 영토'라고 선포하자, 청나라 조정에서는 기선을 파직시키고 험형에 처하였고 다시 전쟁에 돌입하게 된다.
1841년 1월 7일 후먼 전투에서 관천배가 분전을 하였지만, 영국이 제해권을 장악하였다. 그해 5월, 광저우에 상륙한 영국군은 약탈과 폭행 사건을 일으켜 민중들의 분노를 샀다. 민중들이 봉기하여 영국군을 막아섰고 영국군은 전멸 위기에 처하지만, 청나라 정부에 포위 해제를 요구해 탈출에 성공하게 되는 삼원리 사건이 발생하게 된다.

### 종전
1842년 8월 29일 영국군은 광저우를 포위해 조약을 맺고 전쟁은 종결되고, 영국은 배상금 600만 달러를 받고 철수했다. 그러나, 새로 전권을 위임받은 대표가 도착하면서 영국군은 장강 요충지를 차례로 함락시켜 청으로 하여금 《난징 조약》을 체결할 수밖에 없도록 만들어냈다.

## 결과
1842년 청군은 영국군에 패전한 이후 난징 조약을 체결하게 된다. 이 조약으로 영국은 배상금, 홍콩섬의 할양, 광둥 이외의 5개의 항구(홍콩, 샤먼, 푸저우, 닝보, 상하이) 개항, 청나라의 수출입 관세에 대한 협의권을 얻어냈다. 청나라는 이후 후먼 조약으로 치외법권, 관세 자주권 포기, 최혜국 대우 조항 승인 등의 굴욕적인 강요를 받게 되었다
조약으로 청나라는 일방적으로 관세 자주권을 상실하고, 영국을 비롯한 프랑스, 미국 등 열강 세력들에게 영 사재판권과 최혜국 대우를 인정해 주어야 하는 불평등한 조약체제에 들어가게 된다. 그것이 1844년 7월 3일 미국과 맺은 왕샤 조약과 그 해 10월 24일 프랑스와 체결한 황푸 조약이다. 1842년 영국이 제1차 아편 전쟁에서 승전하고, 난징 조약 체결로 중국 내 우위를 점하기 시작하자, 프랑스는 남쪽에서 중국으로 접근함으로써 이러한 영국의 개입에 대응하기를 희망하였다. 이에, 1843년 프랑스의 외무장관 프랑수아 기조는 장바티스트 세실 제독과 레오나르 샤르네르(Léonard Charner) 대령의 지휘하에 베트남에 함대를 파병하였다.[9] 이것은 프랑스의 베트남에 대한 개입의 시작이었다. 그러나 프랑스는 중국 내에서의 영국의 활동을 돕고, 베트남 내에서 프랑스인 선교사들에 대한 박해에 대한 보복이라는 핑계를 내세웠다.[10] :27(↔베트남-프랑스 관계)

## 같이 보기
- 아편 전쟁
- 난징조약
- 제2차 아편 전쟁

## 참고 자료
- 서중약 (1954년 6월). “THE SECRET MISSION OF THE LORD AMHERST ON THE CHINA COAST, 1832”. 《Harvard Journal of Asiatic Studies》. Vol. 17 (No. 1/2).
- Oscar Chapuis (2000). 《The Last Emperors of Vietnam: From Tu Duc to Bao Dai》. Greenwood Publishing Group. ISBN 0-313-31170-6.
- 이은자 (2013년 3월). “광주(廣州)의 개항 기억”. 《아시아문화연구》 (가천대학교 아시아문화연구소) 제29집.
- 《고등학교 세계사》, 교학사 출판
- 《세계의 역사》, 한국방송통신대학교 출판부